# Блисс, Брайан
Бра́йан Бо́йер Блисс (англ. Brian Boyer Bliss; род. 28 сентября 1965, Нью-Йорк, Нью-Йорк) — американский футболист, выступавший на позиции защитника, и футбольный тренер.

## Биография

### Университетский футбол
В 1983—1986 годах Блисс обучался в Университете штата Южного Коннектикута и играл за университетскую футбольную команду.

### Клубная карьера
В июне 1987 года на драфте MISL Блисс был выбран клубом «Кливленд Форс».
В 1989 году выступал в Американской футбольной лиге за клуб «Олбани Кэпиталс».
1990 год провёл в Американской профессиональной футбольной лиге в клубе «Бостон Болтс».
В январе 1991 года Блисс уехал в бывшую Восточную Германию, где выступал последующие пять лет: полгода за «Энерги Котбус», один год за «Кемницер» и три с половиной года за «Карл Цейсс Йена».
В начале 1996 года Блисс подписал контракт с новообразованной MLS, после чего был выбран клубом «Коламбус Крю».
8 июля 1997 года «Коламбус Крю» обменял Блисса в «Метростарз» на Эй Джея Вуда.
В конце января 1998 года, перед драфтом колледжей MLS, «Метростарз» обменяли Блисса в «Канзас-Сити Уизардс» на драфт-пик. В конце июня 1998 года из-за необходимости соблюдения лимита состава в 20 игроков «Канзас-Сити» отчислил Блисса.

### Международная карьера
За сборную США Блисс сыграл 35 матчей и забил два гола. Принимал участие в футбольном турнире Олимпийских игр 1988, чемпионате мира 1990 и Кубке Америки 1995. Чемпионат мира 1994 пропустил из-за травмы колена.

### Тренерская карьера
В марте 1999 года Блисс был назначен главным тренером клуба Эй-лиги «Коннектикут Вулвз». Также он стал игроком клуба.
21 декабря 1999 года Блисс вошёл в тренерский штаб «Канзас-Сити Уизардс» в качестве ассистента главного тренера Боба Ганслера. 19 июля 2006 года Ганслер был уволен и Блиссу было поручено исполнять обязанности главного тренера.
29 января 2008 года Блисс присоединился к «Коламбус Крю» в качестве технического директора. После увольнения Роберта Важихи 2 сентября 2013 года Блисс временно занял пост главного тренера, при этом сохранив обязанности технического директора.
С января 2012 года также ассистировал главному тренеру сборной США до 20 лет.
6 декабря 2013 года Блисс перешёл работать в «Чикаго Файр» на аналогичную должность технического директора. 20 сентября 2015 года Фрэнк Йеллоп и оба его помощника были уволены, исполнять обязанности главного тренера на пять оставшихся матчей сезона было поручено Блиссу.
5 января 2016 года Блисс присоединился к техническому штабу «Спортинга Канзас-Сити» в качестве директора по персоналу игроков. 19 февраля 2019 года его должность была изменена на технического директора — вице-президента по персоналу игроков.